# Linuxová distribuce
Linuxová distribuce je v informatice označení pro snadno použitelný Linuxový systém, přičemž název je odvozen od jádra Linuxu, které je základní součástí každé distribuce. Distribuce jsou vytvářeny proto, aby uživatel nemusel jádro a doplňující software sám náročným způsobem skládat do funkčního celku. Obsažený software je volně dostupný na Internetu (typicky open source software). Pro odlišení jsou distribuce pojmenovány (např. Ubuntu, Fedora), přičemž každá je jinak zaměřena (pro nezkušeného uživatele, pro vývojáře, výuku atp.).

## Charakteristika

Struktura typické linuxové distribuce

Linux je označení pro volně šiřitelné jádro unixového operačního systému, které vytvořil Linus Torvalds v roce 1991, tehdy jako 21letý student informatiky na Helsinské univerzitě ve Finsku. Jeho vývoj probíhá otevřeným způsobem, kdy Linus průběžně vystavuje na Internetu jeho zdrojové kódy, které si může kdokoliv stáhnout na svůj počítač, volně používat i dále sdílet včetně provedených změn (tzv. open source software). Tento způsob vývoje software, kdy může kdokoliv změny Linusovi poslat a on je může do svého jádra začlenit a tím zveřejnit, se označuje jako tržiště.
Již před vznikem Linuxu byl podobným způsobem, jako jádro Linuxu, pomocí Internetu vyvíjen i další volně šiřitelný software (označován podle specifických rysů jako svobodný software, open source software atp.). Mezi nejaktivnější, i když tehdy ne tak známé jako dnes, patřilo sdružení GNU. Takový volně dostupný zdrojový kód může kdokoliv použít a pomocí překladače vytvořit spustitelnou podobu, kterou již lze používat na vybraném počítači. Složením jádra Linuxu a dalšího vhodného software může vzniknout plnohodnotný systém, který je srovnatelný s komerčními alternativami (Microsoft Windows, Mac OS X apod.).
Vytvoření funkčního systému však není zcela jednoduché, a proto již záhy po zveřejnění prvních verzí jádra Linuxu vznikaly tak zvané distribuce, které bylo snadné z Internetu stáhnout, nainstalovat a používat. V současné době je na Internetu k dispozici mnoho distribucí, přičemž každá je výběrem obsaženého software a dalšími charakteristickými rysy určena jiné skupině uživatelů (začátečník, nadšenec, profesionál, …). Jednotlivé distribuce se vzájemně více či méně liší, protože všechny obsahují podobný software pocházející ze stejných zdrojů, avšak typicky získaný v jiném čase. Kromě volně dostupných distribucí jsou k dispozici i komerční distribuce, za jejichž používání je nutné platit (Red Hat Enterprise Linux, SUSE Linux Enterprise Server, a další).
Linuxová distribuce je obvykle šířena jako ISO obrazy, které je možné vypálit na CD, DVD nebo umístit na USB flash disk a z tohoto média pak instalovat na pevný disk počítače, případně ji přímo používat (tzv. Live distribuce, viz níže). Jednotlivé programy jsou rozděleny do balíčků, které je možné pomocí balíčkovacího systému do systému přidávat nebo z něj odebírat, případně systém aktualizovat a udržovat.

## GNU/Linux kontroverze
Přestože je systém všeobecně označován jako Linux, některé distribuce (např. Debian) používají označení GNU/Linux, aby zdůraznily význam Projektu GNU a menšinový objem jádra Linuxu. Kritikové tohoto názvu poukazují na fakt, že software z projektů GNU je pouhým zlomkem těchto distribucí, že použití licence GPL jádrem a jinými projekty není dostatečným důvodem k zanesení její zkratky do názvu distribuce a že větší počet projektů používá jiné licence, než GNU (např. BSD licence, Apache licence atd.).

## Historie
Po vydání prvního jádra Linuxu v roce 1991 musel být uživatel alespoň z části odborníkem a mít mnoho speciálních znalostí nejen o software, ale i hardware osobních počítačů. Kromě toho musel vědět podrobnosti o stavbě unixových systémů, práci s knihovnami a podobně. Proto se záhy po zveřejnění jádra začaly objevovat první linuxové distribuce, které výrazně zjednodušovaly nasazení Linuxu a jeho používání i bez hlubších odborných znalostí.

### Rané distribuce linuxu
- H J Lu's „Boot-root“ – obsahoval dvě diskové dvojice s jádrem a minimálními prostředky k tomu, abyste mohli začít
- MCC Interim Linux – byl zpřístupněn veřejnosti ke stažení na FTP serveru Manchesterské Univerzity v únoru 1992
- TAMU – byl vytvořený jednotlivci na Texas A&M University přibližně ve stejnou dobu jako MCC
- SLS – zkratka Softlanding Linux System
- Yggdrasil Linux/GNU/X – základ linuxové distribuce, která byla distribuována na CD

Distribuce SLS nebyla dobře udržována, a proto Patrick Volkerding vydal v roce 1993 distribuci založenou na SLS, kterou pojmenoval Slackware. Slackware je dnes nejstarší distribucí, která je stále aktivní a dále se vyvíjí.
Uživatele přitahoval Linux jako alternativa operačních systémů DOS, Microsoft Windows, Mac OS, MINIX a proprietárních verzí Unixu. Většina nadšenců, kteří Linux používali, se s ním seznámila na svém pracovišti nebo ve škole. Přijali Linux z různých důvodů (vytváření webových serverů, BBS, dostupnost zdrojového kódu, nízké náklady, …). V současné době je používán i jako profesionální řešení.

## Komponenty
Typická linuxová distribuce pro desktopový systém obsahuje linuxové jádro, GNU nástroje a knihovny, dokumentaci, nástroj pro grafické rozhraní (X Window System), desktopové prostředí a další software. Většinu použitého softwaru je možno volně šířit, jedná se totiž o takzvaný svobodný software nebo open source software. Vývojáři tak distribuují software ve zkompilované podobě, ale také jako zdrojový kód. To potom umožňuje uživatelům nejen nahlédnout, ale i upravovat a sestavit původní zdrojový kód. Některý software v distribucích může být proprietární, a jeho zdrojové kódy nemusí být volně k nahlédnutí.
Mnoho distribucí poskytuje instalační prostředky podobné ostatním moderním operačním systémům. Některé distribuce jako Gentoo Linux, T2 a Linux From Scratch obsahují pouze zdrojové kódy, takže si každý uživatel může přeložit svůj unikátní systém dle svých požadavků.

## Typy atrendy
Linuxové distribuce mohou být:
- Komerční nebo nekomerční
- Navržené pro firemní uživatele, pokročilé uživatele a domácí uživatele
- Podporované pro několik typů hardwaru, pro specifické platformy
- Navržené pro servery, stolní počítače a vestavěné systémy
- Pro všeobecné použití nebo pro vysoce specializované stroje (např. firewall a počítačové clustery)
- Zaměřené na konkrétní skupiny uživatelů, například prostřednictvím jazykové internacionalizace a lokalizace
- Zaměřené především na bezpečnost, použitelnost, přenositelnost či úplnost

Rozmanitost linuxových distribucí je způsobena rozdíly v technických, organizačních a filozofických aspektech mezi prodejci a uživateli. „Tolerantní licence“ volně dostupného softwaru znamená, že každý uživatel s dostatečnými znalostmi a zájmem může přizpůsobit stávající distribuce nebo navrhnout změnu.

## Live distribuce
Live distribuce může být spuštěna z kompaktního disku nebo z jiného vyměnitelného média (například DVD nebo USB flash disk) namísto z pevného disku. Je-li operační systém spuštěn ze zařízení, ze kterého lze jen číst (CD nebo DVD), nelze uživatelská data ukládat na spouštěcí zařízení, ale musí být uložena na jiné médium, obvykle na pevný disk. Dočasná data jsou uchovávána v operační paměti. Tyto přenositelné instalace se stávají výhodnými v situacích, kdy chcete demonstrovat nějaké aplikace, „oživit“ počítač nebo jako instalační média pro standardní distribuce. Mnoho populárních distribucí existuje ve variantě Live, ale také v tradiční formě na vyměnitelném médiu, která je určena pouze pro instalaci (například: SUSE, Ubuntu, Linux Mint, MEPIS, Sidux a Fedora). Některé distribuce jako je Knopixx, Devil-Linux a SuperGamer jsou určeny především pro Live CD, Live DVD nebo USB flash disk.

## Vybrané distribuce
Některé z běžných distribucí jsou:
- Debian – Jedna z nejstarších distribucí, zakladatelem je Ian Murdock. Distribuce je pojmenována po jeho ženě (Debra). Je to přísná open-source distribuce, která je vyvíjena dobrovolníky z celého světa. Nabízí on-line repozitář (server, kde jsou uloženy zdrojové kódy) softwarových balíků.
  - Kali Linux – distribuce odvozená z Debianu, slouží pro forenzní analýzu a penetrační testy
  - Tails – distribuce odvozená z Debianu, zaměřena na soukromí, bezpečnost a anonymitu
  - Ubuntu – Tato distribuce vhodná pro začátečníky vychází z Debianu. Je volně dostupná a přístupná v mnoha světových jazycích. Ubuntu zajišťuje komunitní i profesionální podporu. Nové verze LTS (tzv. vydání s dlouhodobou podporou) vychází jednou za dva roky, běžné verze jsou pak vydávány dvakrát ročně. Kromě Ubuntu existuje ještě Kubuntu, které používá grafické uživatelské rozhraní KDE, nebo Xubuntu, které používá grafické uživatelské rozhraní Xfce na rozdíl od Ubuntu, které používá GNOME a další odnože. Také existuje Edubuntu, které je zaměřeno na výuku.

- Fedora – Sponzoruje firma Red Hat, jejíž distribuce je na tomto systému založena. Je to volná distribuce, která vzniká podobně jako Debian. Klade důraz na otevřenost a bezpečnost.

- Red Hat Linux – jedna z nejstarších distribucí, dnes komerční hlavně díky Red Hat Enterprise Linuxu. V Red Hatu vznikl balíčkovací systém RPM. Na desktopech se již často nepoužívá.

- Slackware – Jedna z prvních distribucí, vhodná spíše pro pokročilejší uživatele.

- Gentoo – Metadistribuce, poskytující plnou kontrolu uživatele nad svým prostředím za cenu distribuce používající source based instalaci a kompilaci binárních balíčku až u uživatele. Po instalaci uživatel dostává optimalizovaný systém a software na svůj počítač.

- OpenSUSE – Linuxová distribuce vyvíjená původně jako SUSE Linux firmou SUSE. Nyní s komunitním vývojem se zaměřením na snadnou správu systému a univerzální použití.

- SUSE Linux Enterprise – komerční linuxová distribuce s rozšířeními na Server a Desktop. Používá se hlavně u velkých společností a mainframech

- Linux Mint – Tato distribuce vhodná pro začátečníky i pokročilé vychází z Ubuntu, zaměřená hlavně na konzervativní uživatele. Je volně dostupná a přístupná v mnoha světových jazycích. Kolem distribuce vznikla rozsáhlá komunita, která zajišťuje podporu. Protože Linux Mint vychází z Ubuntu, tak přejímá i jeho systém vydávání nových verzí. Hlavní desktopová prostředí jsou Cinnamon, MATE, Xfce. Sesterská distribuce, která vychází z Debianu, se jmenuje Linux Mint Debian Edition.

- Arch Linux je nezávislá linuxová distribuce vytvořená Juddem Vinetem, jenž se inspiroval distribucí CRUX Linux. Arch Linux je vyvíjen jako nenáročný, odlehčený a snadno přizpůsobitelný systém. Tato distribuce obsahuje vlastní systém binárních balíčků, které jsou spravovány Pacmanem apod.